# Charbonnières-les-Sapins
Charbonnières-les-Sapins korábbi község (település) Franciaországban, Doubs megyében. 2017. január 1-jén Étalans és Verrières-du-Grosbois községgel egyesült és Étalans új község része lett.
Lakosainak száma 190 fő (2014). Charbonnières-les-Sapins L’Hôpital-du-Grosbois, Saules, Trépot és Tarcenay-Foucherans községekkel határos.

## Népesség
A település népességének változása:
| Lakosok száma | 116  | 111  | 121  | 126  | 159  | 191  | 192  | 193  | 190  |
|               | 1968 | 1975 | 1982 | 1990 | 1999 | 2006 | 2011 | 2013 | 2014 |